# Благідзе Вахтанг Германович
Вахтанг Германович Благідзе (груз. ვახტანგ ბლაგიძე; нар. 23 липня 1957, село Чочхаті, Ланчхутський район, Грузинська РСР) — радянський борець греко-римського стилю грузинського походження, дворазовий бронзовий призер чемпіон світу, дворазовий чемпіон Європи, срібний призер Кубку світу, чемпіон Олімпійських ігор. Заслужений майстер спорту СРСР (1978).

## Життєпис
Бронзовий призер VII Спартакіади СРСР — 1979 (52 кг; Москва)
Чемпіон СРСР — 1981 (52 кг; Ростов). Бронзовий призер чемпіонату СРСР — 1976 (52 кг; Ульяновськ), 1980 (52 кг; Москва).

### Нагороди та визнання
- Кавалер спорту (Міністерство спорту та у справах молоді) — 2013
- Орден Вахтанга Горгасалі II ступеня — 2003
- Президентський Орден Досконалості — 2018
- Медаль Пошани
- Орден Національного олімпійського комітету Грузії — 2003
- Ювілейна медаль Національного олімпійського комітету Грузії — 1999
- Медаль «За трудову доблесть» (СРСР)

У 2011 році в серії «Олімпійські чемпіони Грузії» вийшла книга Автанділа Гурасашвілі «Вахтанг Благідзе» (автор проєкту і головний редактор Елгуджа Берішвілі).

## Спортивні результати на міжнародних змаганнях

### Виступи на Олімпіадах
| Змагання                    | Збірна | Вагова категорія                 | Місце  |
| --------------------------- | ------ | -------------------------------- | ------ |
| Літні Олімпійські ігри 1980 | СРСР   | греко-римська боротьба, до 52 кг | Золото |

### Виступи на Чемпіонатах світу
| Змагання                        | Збірна | Вагова категорія                 | Місце  |
| ------------------------------- | ------ | -------------------------------- | ------ |
| Чемпіонат світу з боротьби 1978 | СРСР   | греко-римська боротьба, до 52 кг | Золото |
| Чемпіонат світу з боротьби 1981 | СРСР   | греко-римська боротьба, до 52 кг | Золото |

### Виступи на Чемпіонатах Європи
| Змагання                         | Збірна | Вагова категорія                 | Місце  |
| -------------------------------- | ------ | -------------------------------- | ------ |
| Чемпіонат Європи з боротьби 1978 | СРСР   | греко-римська боротьба, до 52 кг | Золото |
| Чемпіонат Європи з боротьби 1980 | СРСР   | греко-римська боротьба, до 52 кг | Золото |

### Виступи на Кубках світу
| Змагання                    | Збірна | Вагова категорія                 | Місце  |
| --------------------------- | ------ | -------------------------------- | ------ |
| Кубок світу з боротьби 1982 | СРСР   | греко-римська боротьба, до 52 кг | Срібло |

### Виступи на Універсіадах
| Змагання               | Збірна | Вагова категорія                 | Місце  |
| ---------------------- | ------ | -------------------------------- | ------ |
| Літня Універсіада 1977 | СРСР   | греко-римська боротьба, до 52 кг | Золото |

### Виступи на інших змаганнях
| Змагання                           | Збірна | Вагова категорія                 | Місце  |
| ---------------------------------- | ------ | -------------------------------- | ------ |
| Гран-прі Німеччини з боротьби 1980 | СРСР   | греко-римська боротьба, до 52 кг | Золото |
| Гран-прі Німеччини з боротьби 1982 | СРСР   | греко-римська боротьба, до 52 кг | 6      |